# Oxalis petricola
Oxalis petricola är en harsyreväxtart som beskrevs av Dreyer, Roets & Oberl.. Oxalis petricola ingår i släktet oxalisar, och familjen harsyreväxter. Inga underarter finns listade i Catalogue of Life.